# テュクニュー
テュクニュー (フランス語: Tucquegnieux) はフランスのコミューンで、グラン・テスト地域圏 (2015年まではロレーヌ地域圏) のムルト＝エ＝モゼル県にあり、人口は2,469人である (2017年1月1日現在)。チュックニューとも表記される。このコミューンはブリエー郡のペイ・ドゥ・ブリエー小郡に属している (2015年以前はオーダン・ル・ロマン小郡)。住民はテュクノワと呼ばれる。

## 地理
テュクニューはブリエーの北西7キロに位置する。近隣のコミューンは北にアンデルニーとサンシー、北東にトリュー、東にアヴリルとベタンヴィレ、南と南東にマンシュール、南西にアヌー、そして西にマリー・マンヴィルがある。コミューンはウェグ川と交差している。

## 歴史
19世紀末に鉄鉱脈が発見されるまでは、テュクニューは片田舎の忘れられたコミューンだった。20世紀初頭から鉱山は収益をあげるようになった。1960年代までは鉱山は活況を呈していたが、その後次第に衰退していった。1962年から2012年にかけて人口は半減している。

### 人口統計
| 年   | 1962  | 1968  | 1975  | 1982  | 1990  | 1999  | 2006  | 2012  |
| 人口 | 5,440 | 4,842 | 3,911 | 3,367 | 3,017 | 2,726 | 2,649 | 2,565 |

## 文化遺産
- ノートル・ダム・ド・アサンプション教会、1832年建設、歴史的記念物 (フランス)
- 新使途教会
- 20世紀のサント・バルブ聖堂と、19世紀の墓地礼拝堂、1987年から歴史的記念物
- ブラバン城跡、15/16世紀ごろ、1974年から歴史的記念物
- サント・マティルド農場、1564年建設、1994年から歴史的記念物
- 旧市庁舎
- 共同洗濯場

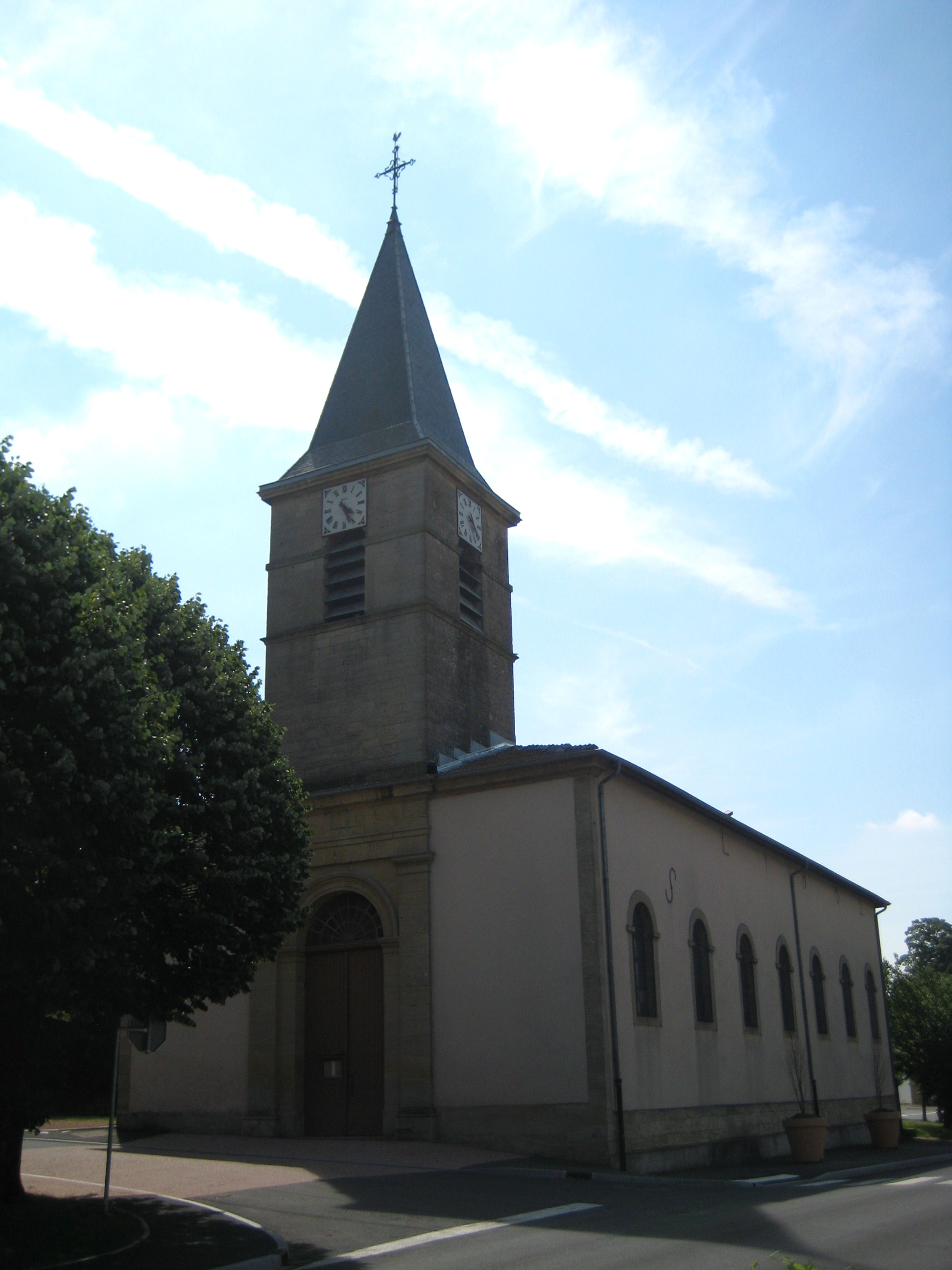
ノートル・ダム・ド・アサンプション教会
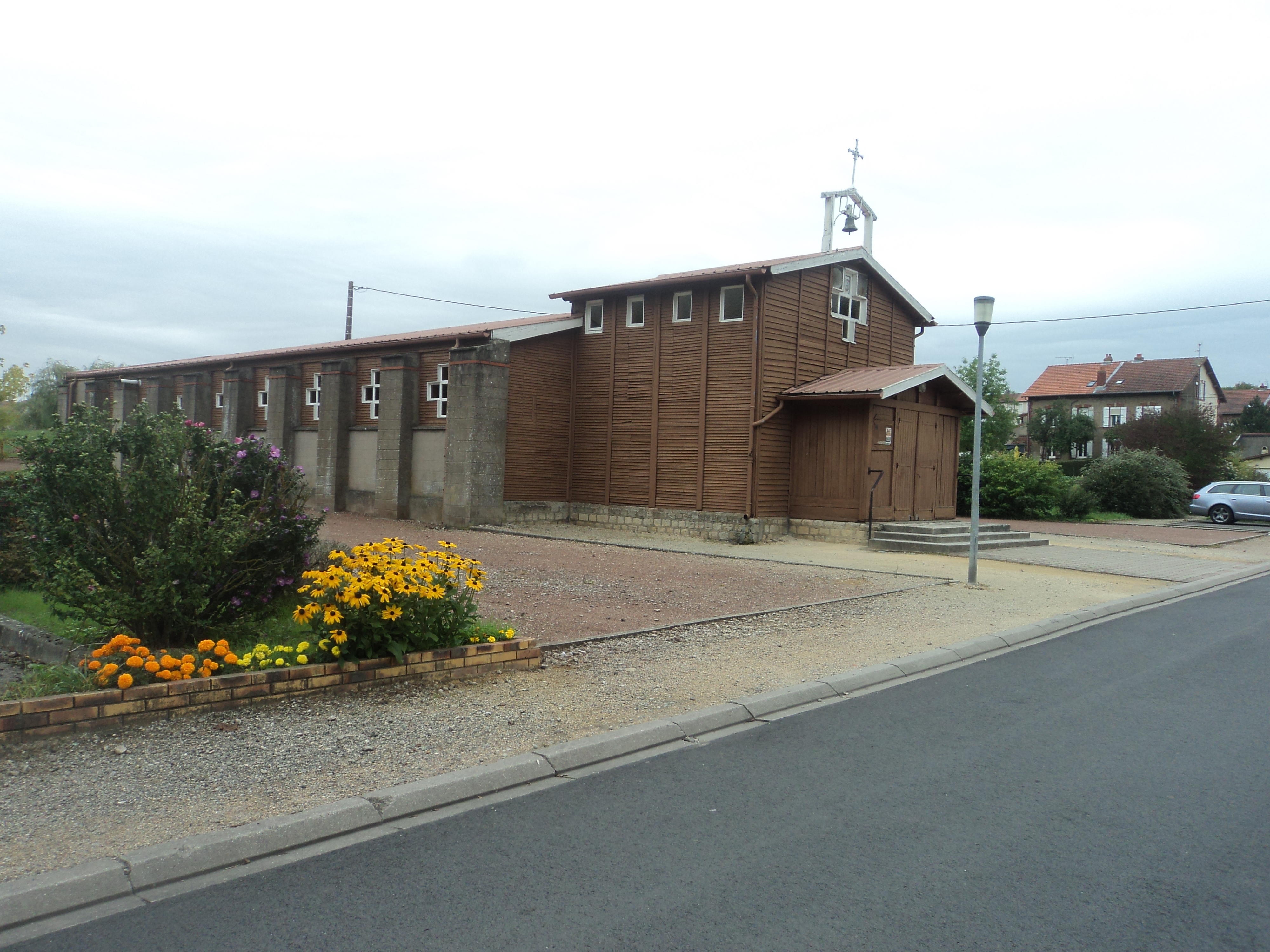
サント・バルブ聖堂
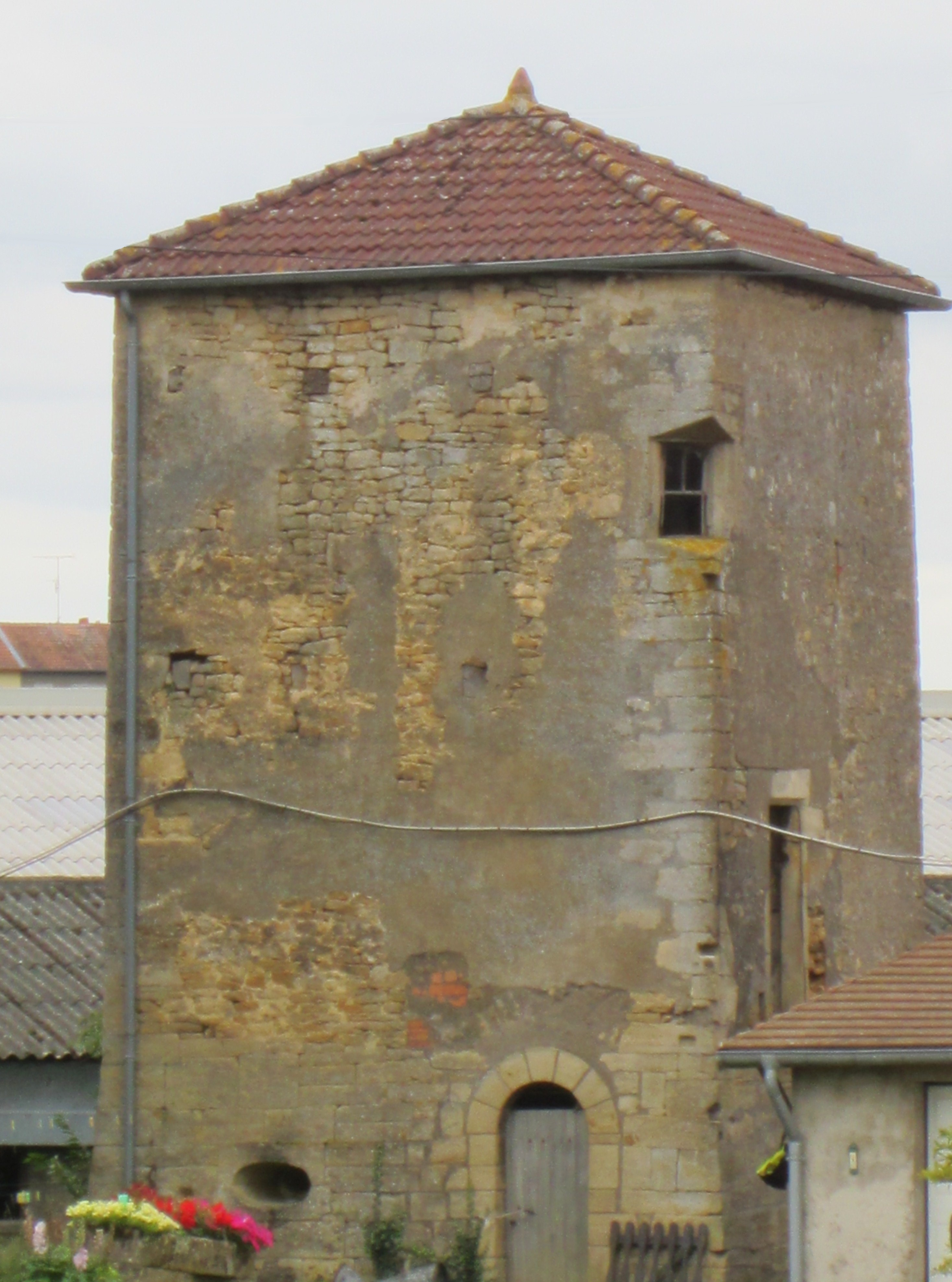
ブラバン城跡
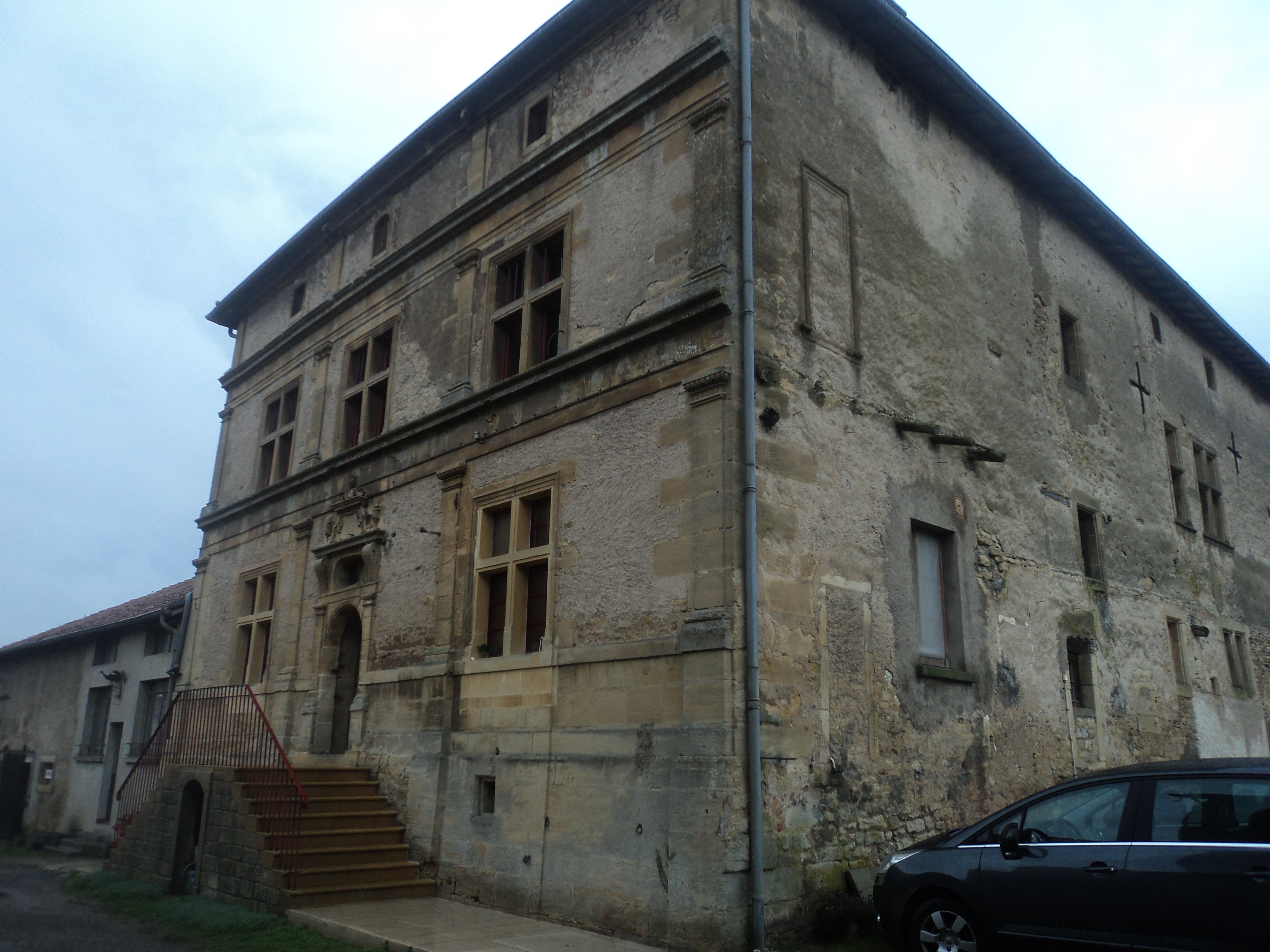
サント・マティルド農場
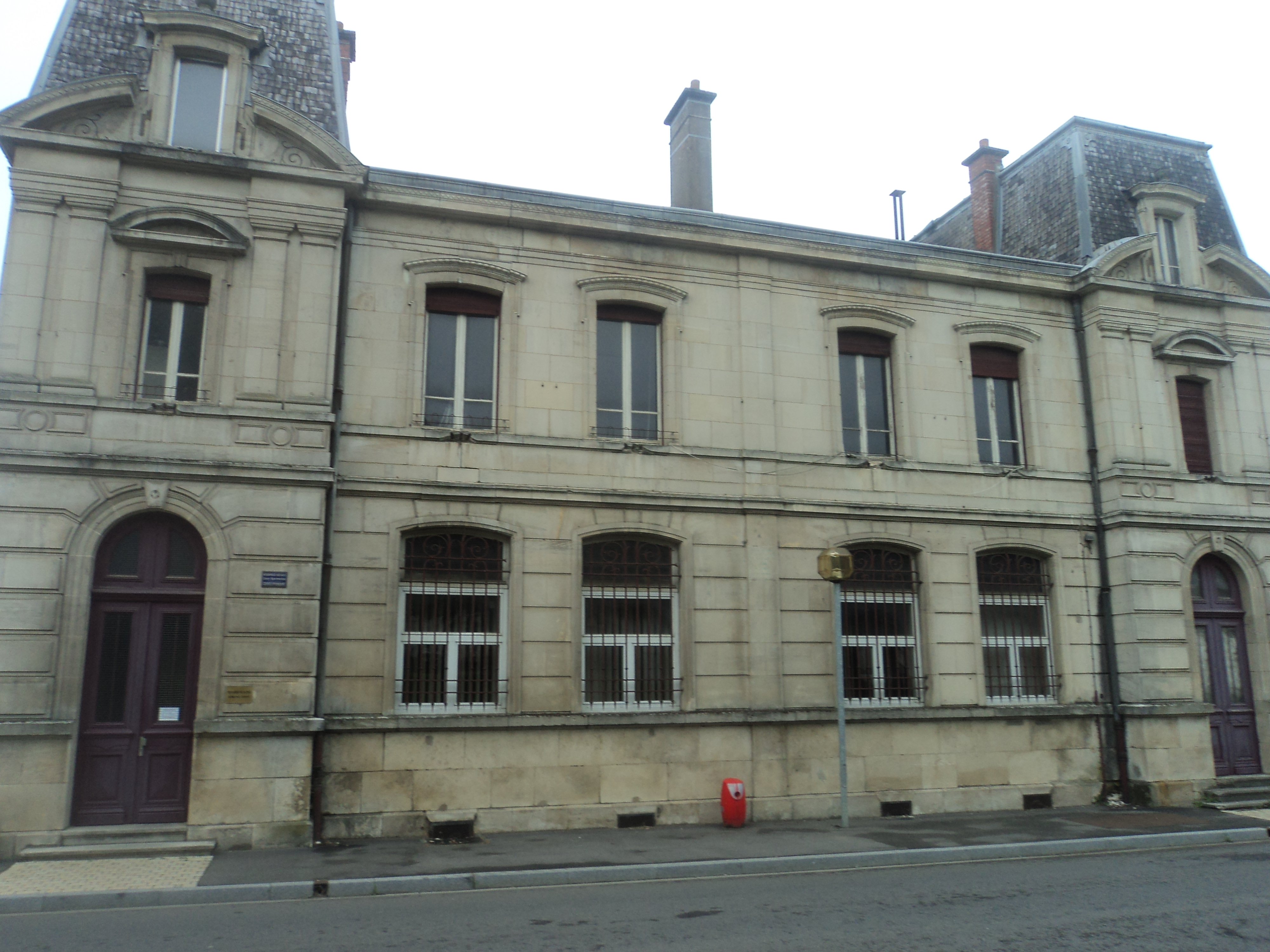
旧市庁舎